# 이반 시시킨
이반 이바노비치 시시킨(러시아어: Ива́н Ива́нович Ши́шкин, 1832년 1월 25일 ~ 1898년 3월 20일)은 이동파와 밀접적으로 관계된 러시아의 경관 화가이다.

## 생애

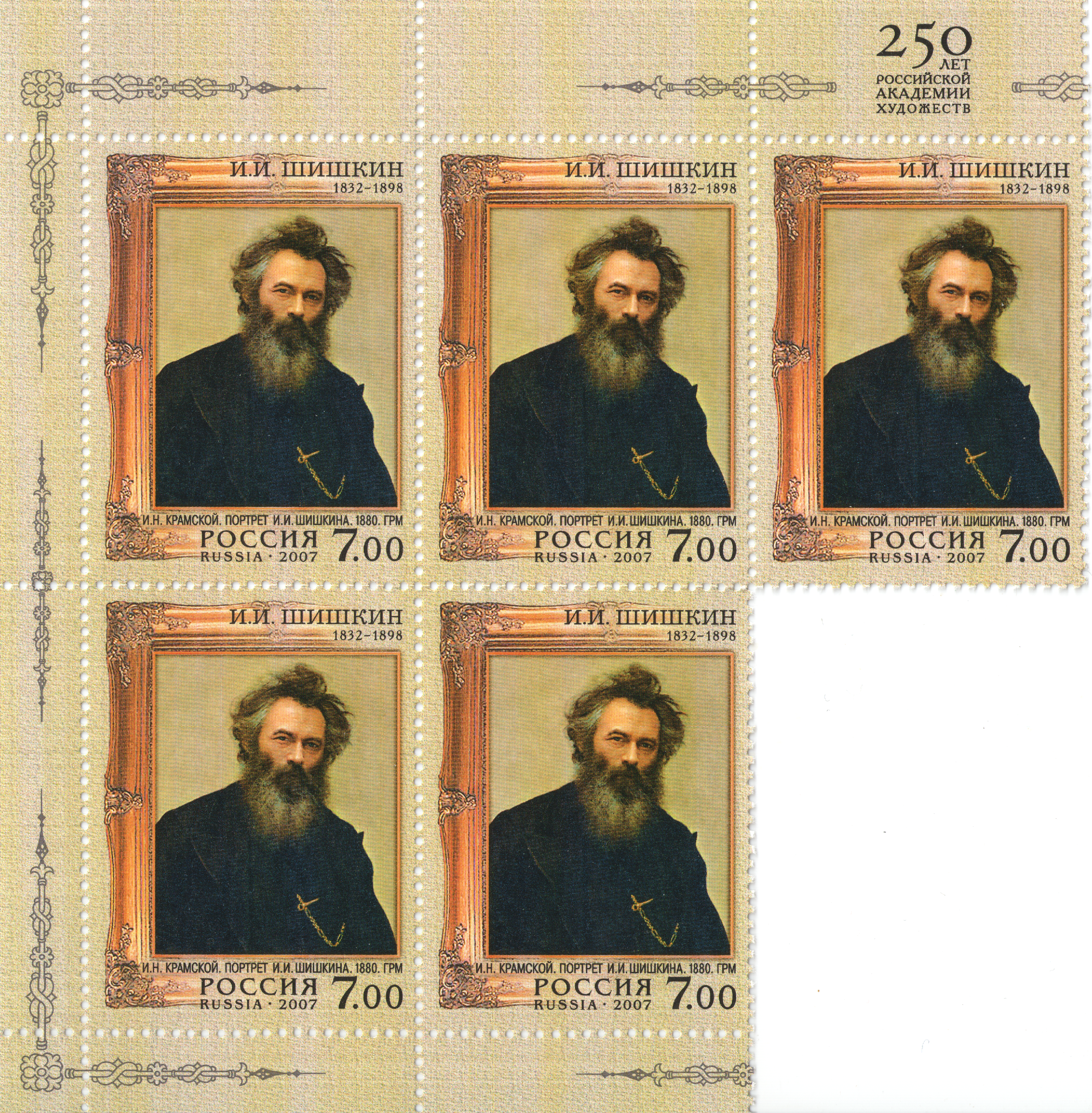
시시킨 초상화가 있는 러시아의 우표.

시시킨은 옐라부가(오늘날의 타타르 공화국)에서 태어났으며 카잔 중학교(Kazan Gymnasium)를 졸업하였다. 그 뒤로 4년 간 모스크바예술학교 건축/조각부(Московское училище живописи, ваяния и зодчества)에서 공부하였다. 그 이후 1856년부터 1860년까지 상트페테르부르크 미술 대학에 다녔고 명예상과 금메달을 받으며 졸업했다.

## 사진

이반 시시킨의 그림 작품
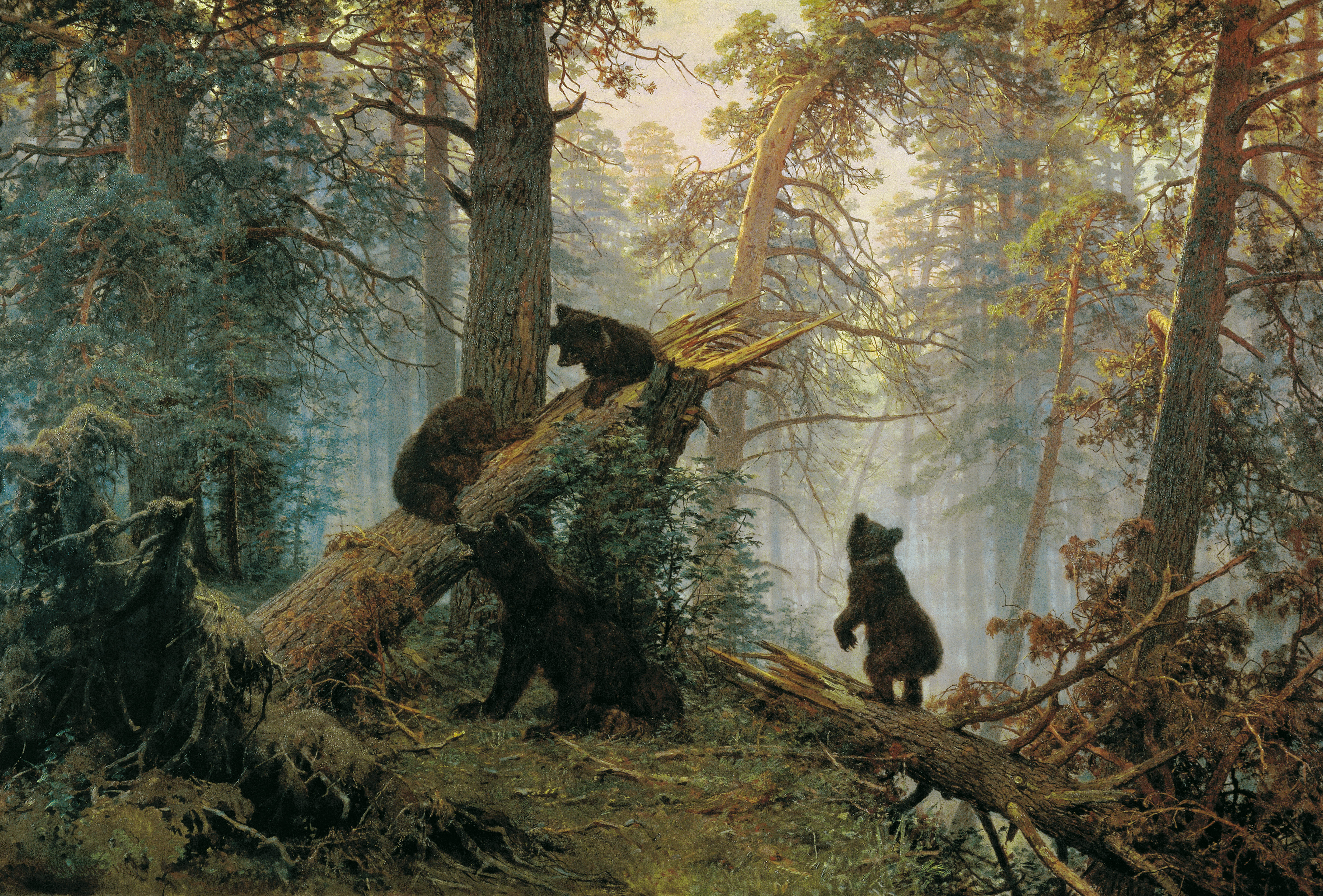
Morning in a Pine Forest
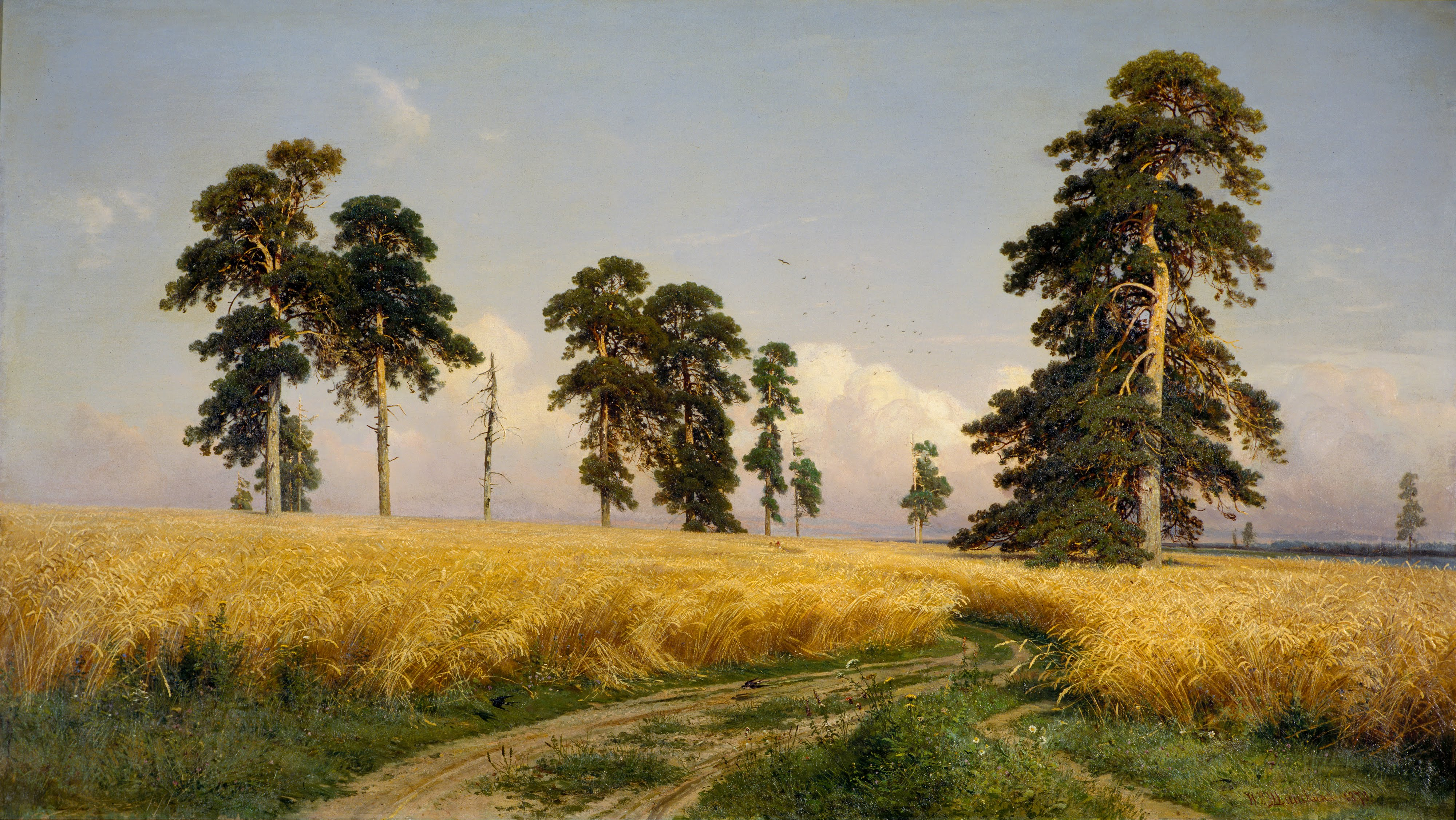
A Rye Field
Rain in an Oak Forest
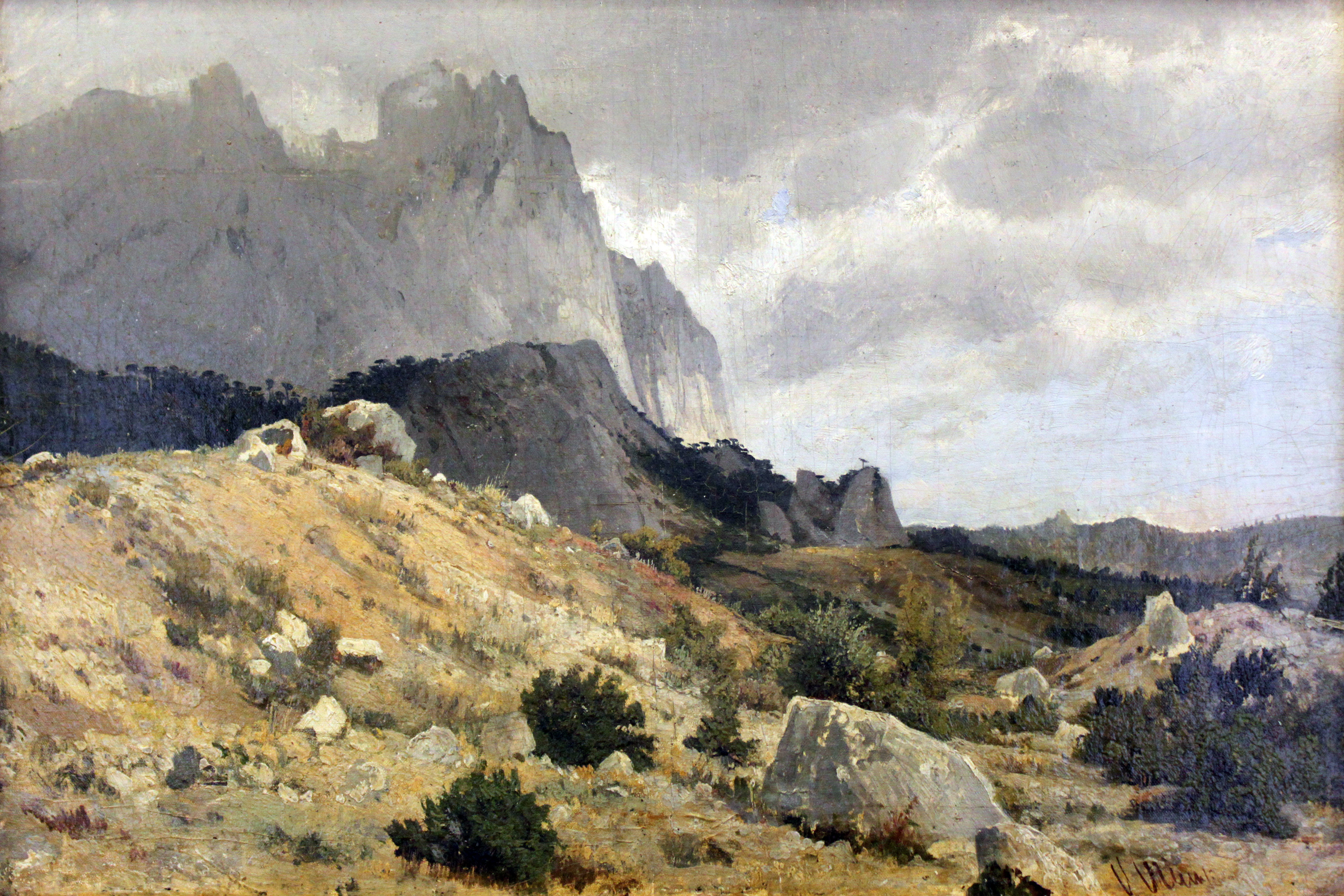
The Rocky Landscape
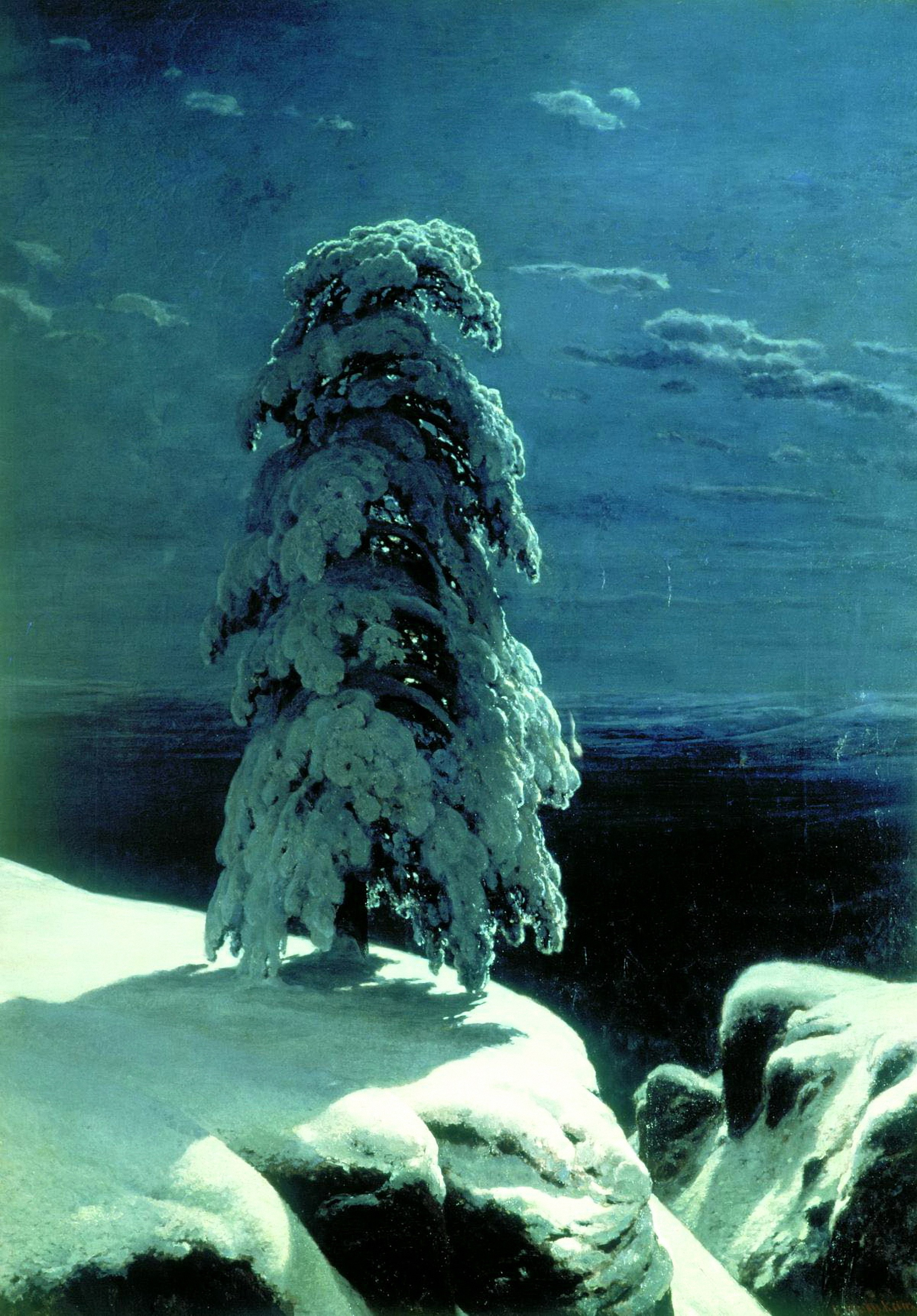
In the Wild North
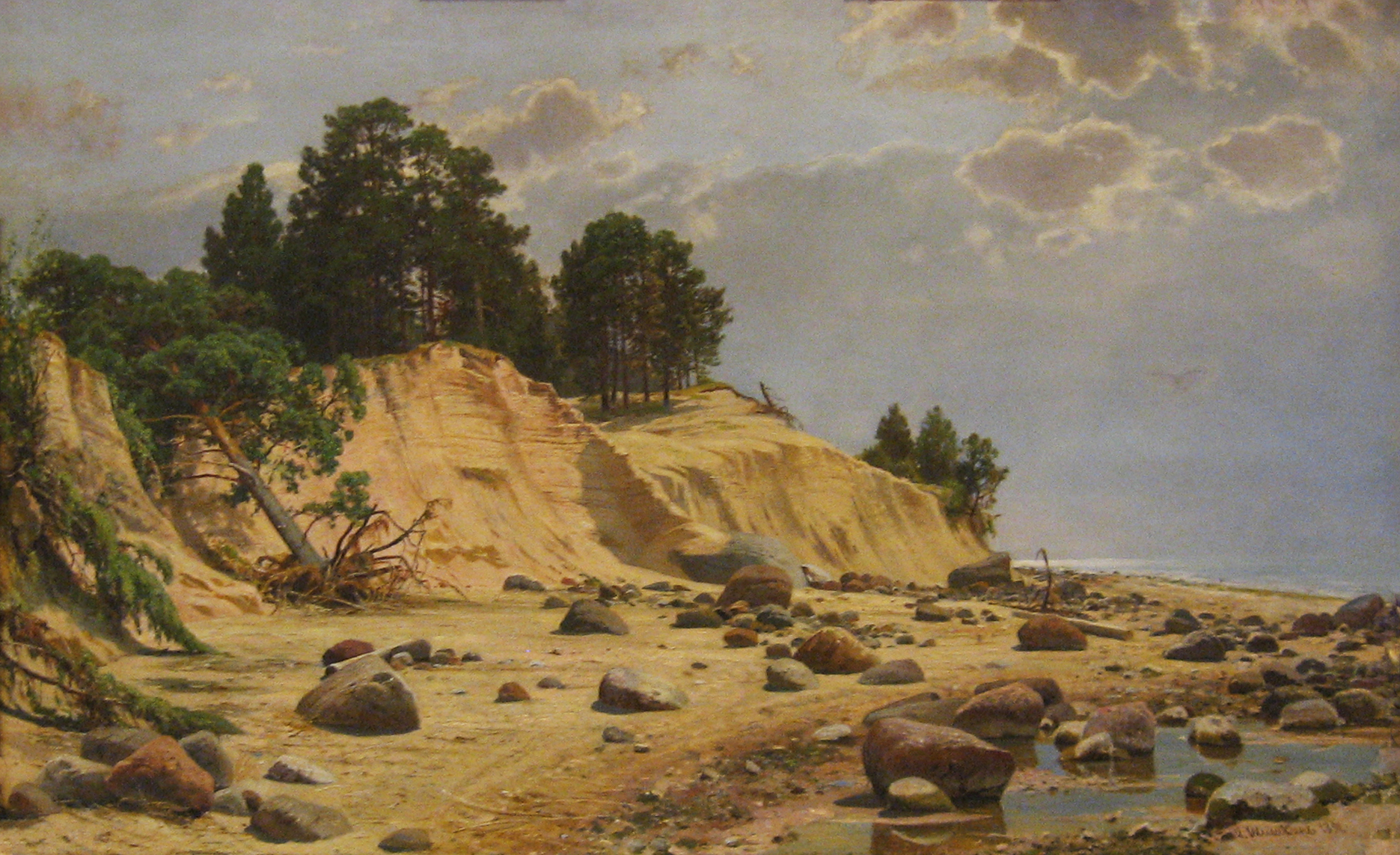
After the Storm in Meri Hovi
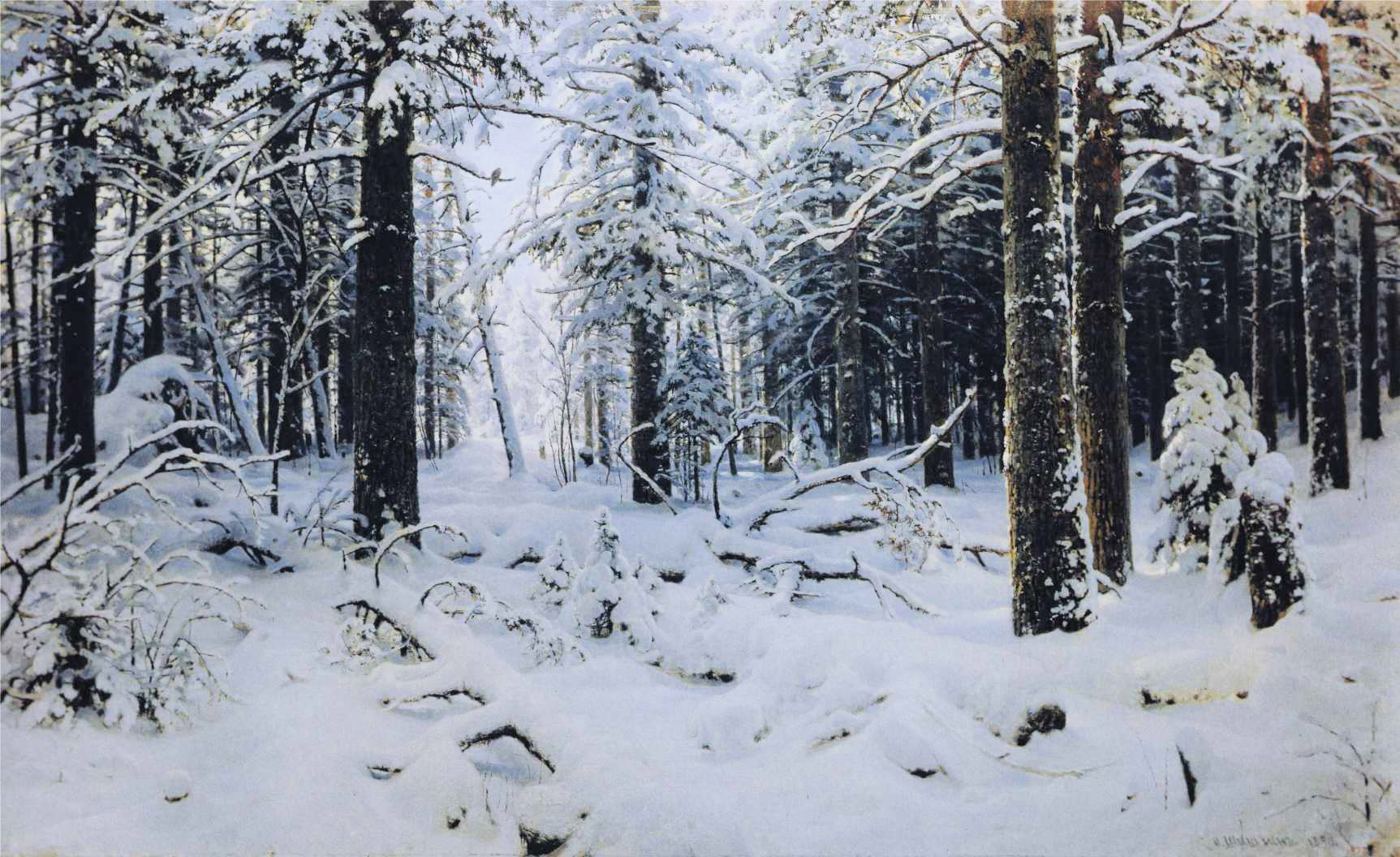
Winter
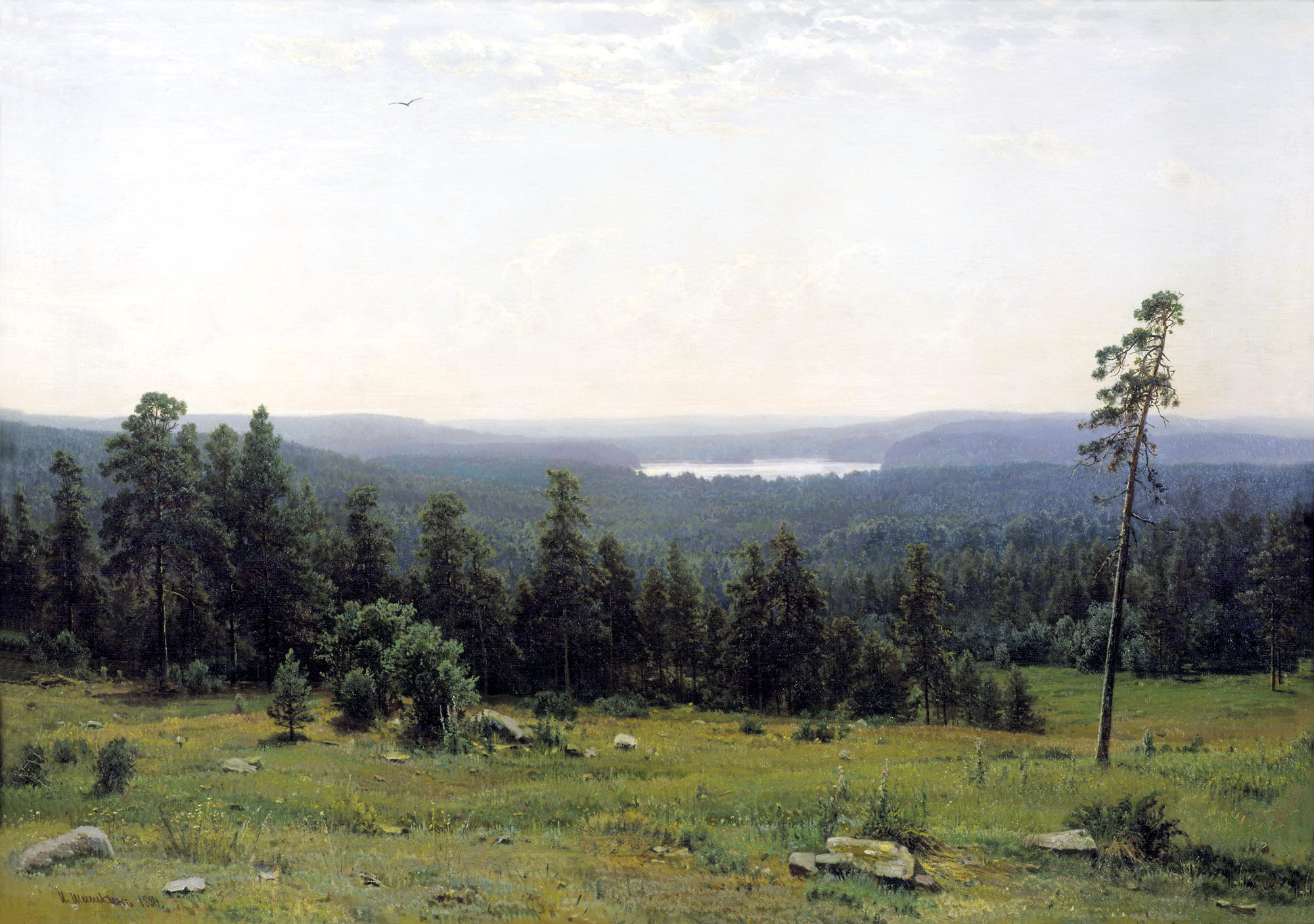
Forest Distance
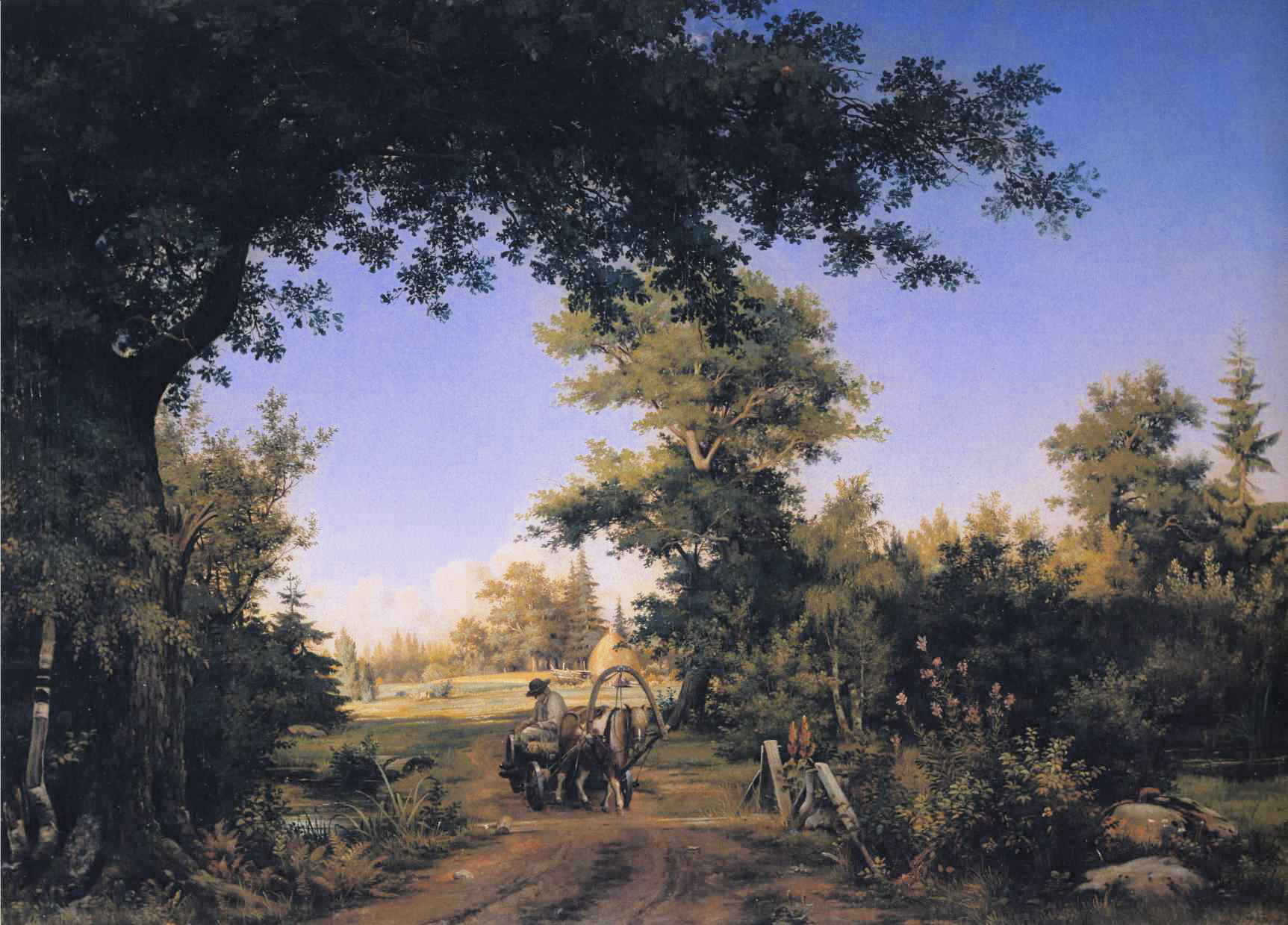
View on the Outskirts of St. Petersburg